# Бонфильо, Оскар
О́скар Бонфи́льо Марти́нес (исп. Óscar Bonfiglio Martínez, 5 октября 1905, Гуаймас, Сонора, Мексика — 14 января 1987, Мексика) — мексиканский футболист, вратарь, участник Олимпийских игр 1928 и чемпионата мира 1930 года.

## Биография
Оскар Бонфильо играл за ряд мексиканских клубов, а в 1928 году был приглашён в сборную Мексики для участия в Олимпиаде 1928 года. После двух проигранных матчей (в которых в воротах Бонфильо побывало 10 мячей), сборная Мексики отправилась домой.
Два года спустя Оскар Бонфильо поехал на первый чемпионат мира по футболу в числе 17 игроков, выбранных главным тренером Хуаном Луке де Серральонгой. Бонфильо было доверено место в воротах в первом и третьем матчах группового турнира против сборной Франции и сборной Аргентины соответственно. Но и в этих встречах мексиканцы сыграли слабо, не сумев оказать достойного сопротивления оппонентам. Таким образом, и на этом турнире лишь за два матча в воротах Бонфильо побывало 10 мячей. Несмотря на отрицательные результаты сборной Мексики, Оскар Бонфильо демонстрировал уверенную игру. В матче Аргентина - Мексика: когда в ворота мексиканцев был назначен одиннадцатиметровый, Бонфильо парировал удар аргентинского форварда Сумельсу, однако тот пошёл на добивание и был тут же сбит с ног мексиканским вратарём. Повторный удар с пенальти Оскар также отразил. Больше Бонфильо в сборную не привлекался и в международных матчах не участвовал.
| Матчи и пропущенные голы Оскара Бонфильо за сборную Мексики | Матчи и пропущенные голы Оскара Бонфильо за сборную Мексики | Матчи и пропущенные голы Оскара Бонфильо за сборную Мексики | Матчи и пропущенные голы Оскара Бонфильо за сборную Мексики | Матчи и пропущенные голы Оскара Бонфильо за сборную Мексики | Матчи и пропущенные голы Оскара Бонфильо за сборную Мексики | Матчи и пропущенные голы Оскара Бонфильо за сборную Мексики |
| ----------------------------------------------------------- | ----------------------------------------------------------- | ----------------------------------------------------------- | ----------------------------------------------------------- | ----------------------------------------------------------- | ----------------------------------------------------------- | ----------------------------------------------------------- |
| №                                                           | Дата                                                        | Место проведения                                            | Соперник                                                    | Счёт                                                        | Голы                                                        | Турнир                                                      |
| 1                                                           | 30 мая 1928                                                 | Амстердам, Нидерланды                                       | Испания                                                     | 1:7                                                         | 7                                                           | Олимпийские игры 1928                                       |
| 2                                                           | 5 июня 1928                                                 | Амстердам, Нидерланды                                       | Чили                                                        | 1:3                                                         | 3                                                           | Олимпийские игры 1928                                       |
| 3                                                           | 13 июля 1930                                                | Монтевидео, Уругвай                                         | Франция                                                     | 1:4                                                         | 4                                                           | Чемпионат мира 1930                                         |
| 4                                                           | 19 июля 1930                                                | Монтевидео, Уругвай                                         | Аргентина                                                   | 3:6                                                         | 6                                                           | Чемпионат мира 1930                                         |

Итого: 4 матча / 20 пропущенных голов; 0 побед, 0 ничьих, 4 поражения.
После завершения карьеры футболиста его ждала тренерская карьера. Бонфильо работал в клубах «Гвадалахара», «Ирапуато» и со сборной Халиско.
Умер в 1987 году в возрасте 81 года.